# Aarhus Flydedok
Aarhus Flydedok (ofte blot omtalt som Flydedokken) i Aarhus var et skibsværft, der eksisterede fra 1945 til 2003.

## Historie
Manden bag Flydedokken var Hans Nielsen, der oprindeligt var drejer på Frichs Maskinfabrik, men havde mere lyst til at bygge skibe. I 1913 etablerede han et maskinværksted i eget navn, men virksomheden arbejdede i første omgang ikke med skibe. Stille og roligt tog fabrikken flere og flere skibsreparationer, og ved udbruddet af anden verdenskrig stod Hans Nielsens Maskinfabrik stort set for alle reparationer i Aarhus Havn. Værftet fungerede også i et vist omfang som underleverandør til Helsingør Værft.
Efter krigen oprettede Hans Nielsen i kompagniskab med Helsingør Værft I/S Aarhus Flydedok og Maskinbyggeri. Navnet havde blandt andet baggrund i, at Nielsen fik rådighed over en flydedok, som tyskerne havde haft siden 1941 i Korsør havn. Dokken, som havde været udsat for sabotage, fungerede efter transport til Aarhus og reparation fra efteråret 1945, og en af det nye værfts første opgaver var at reparere en tysk minestryger, så den kunne uskadeliggøre tyske miner i de indre danske farvande. I 1952 blev ejerskabet til dokken afklaret, hvorpå Flydedokken i første omgang indgik et lejemål med Orlogsværftet, men fra 1958 fik dokken til ejendom.
Flydedokken blev i 1948 omdannet til aktieselskab med Helsingør Værft som hovedaktionær med over halvdelen af aktierne, idet Hans Nielsen fortsatte som direktør frem til 1954. I firmaets første par årtier var situationen lys, og i 1960 arbejdede over 1000 folk på værftet. I slutningen af årtiet svigtede ordretilgangen imidlertid, og firmaet måtte skære medarbejderstaben ned til omkring halvdelen. I 1970 overvejede ledelsen en lukning af værftet, men solgte det i stedet til Dannebrog Rederi. De følgende år skiftede værftet navn, først til Aarhus Flydedok A/S, dernæst til Dannebrog Værft A/S, Aarhus. Dannebrogs overtagelse betød i en periode op gennem 1970'erne og første del af 1980'erne, at værftet gav overskud og kunne holde en nogenlunde stabil medarbejderstab. Efterhånden indtrådte krisen inden for værftsindustrien og ramte også Flydedokken, og i 1989 var blot 180 ansat. Igen blev værftet reddet af et salg, denne gang til Nordsøværftet i Ringkøbing samt Lønmodtagernes Dyrtidsfond og Kommunernes Pensionsforsikring, hvorpå værftet igen kom til at hedde Aarhus Flydedok. Der blev ændret på produktionen, og igen fulgte en opblomstring, indtil 1999, hvor firmaet indgav konkursbegæring; på dette tidspunkt var arbejdsstyrken på 800. Virksomheden lukkede endegyldigt i 2003.